# Luka Dončić
Luka Dončić, né le 28 février 1999 à Ljubljana, est un joueur slovène de basket-ball évoluant au poste de meneur pour les Lakers de Los Angeles, au sein de la National Basketball Association (NBA), et l’équipe nationale slovène.
Dončić est formé à l’Union Olimpija, avant de rejoindre l’académie des jeunes du club espagnol, le Real Madrid. Il fait ses débuts dans leur équipe senior en 2015, à l’âge de 16 ans, devenant le plus jeune de l’histoire du club. Deux ans plus tard, il mène Madrid au titre de l’Euroligue 2018, remportant le titre de MVP de l’Euroligue et du Final Four. Dončić est également MVP de la Liga ACB, et remporte deux fois de suite les trophées du meilleur espoir de l'Euroligue et du championnat espagnol. Il est sélectionné dans l’équipe de la décennie 2010-2020 de l'Euroligue.
Dončić est choisi en 3e position lors de la draft 2018 de la NBA par les Hawks d'Atlanta, il est ensuite échangé contre Trae Young aux Mavericks de Dallas. Au cours d'une saison rookie NBA très accomplie, il remporte le trophée de rookie de l'année, devant Young. Lors de sa deuxième saison, il a été sélectionné pour son premier NBA All-Star Game. Le 2 février 2025, Dončić rejoint les Lakers de Los Angeles de LeBron James dans un échange inattendu voyant Anthony Davis se rendre aux Mavericks de Dallas.
International slovène, Dončić fait ses débuts chez les seniors slovènes en 2016 à seulement 17 ans. Il remporte le championnat d'Europe en 2017 avec la Slovénie et a ensuite été nommé dans l’équipe All-Tournament.

## Jeunesse

### Union Olimpija

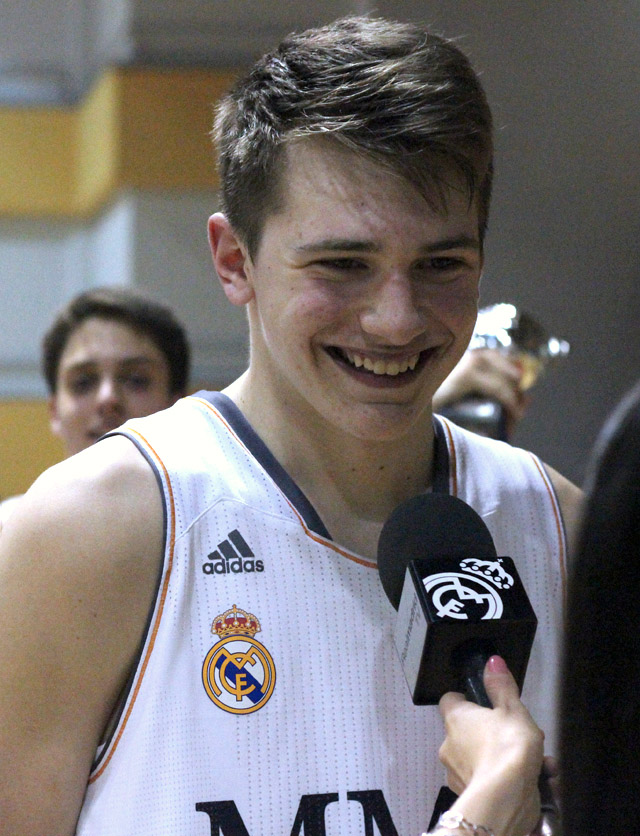
Luka Dončić interviewé en mai 2014.

Luka Dončić est le fils de l'ancien joueur de la Diaspora serbe en Slovénie du Kosovo,, Saša Dončić, naturalisé slovène au début des années 1990, et de la danseuse Mirjam Poterbin. Sa famille a toujours voulu que Luka porte le maillot de l'équipe nationale de Serbie, mais la fédération serbe n'a jamais convoqué le jeune Luka. Supporter du club serbe de l'Étoile rouge de Belgrade, il a donc joué pour la Slovénie.
Lorsque Dončić avait huit ans, son père a commencé à jouer pour son club local Union Olimpija, et l’entraîneur de l’école de basket-ball Olimpija, Grega Brezovec, a invité Luka à s'entraîner avec des joueurs de son âge. Dončić devait initialement s’entraîner avec des joueurs de son âge, mais après seulement 16 minutes d'entraînement, le staff l’a déplacé vers le groupe des joueurs de 11 ans. À partir de la session suivante, il s'est principalement entraîné avec l’équipe des moins de 14 ans d’Olimpija, mais en raison des règles de la ligue, il n’a joué que pour l’équipe de sélection des moins de 12 ans du club, sortant du banc contre des adversaires de trois ou quatre ans de plus que lui. Malgré son incapacité de participer aux matchs des moins de 14 ans à l’époque, Dončić a souvent demandé à assister à l’entraînement, même lorsque son entraîneur lui a demandé de rester à la maison.
Représentant Olimpija à la Vasas Intesa Sanpaolo Cup des moins de 14 ans à Budapest en septembre 2011, Dončić a été nommé meilleur joueur (MVP) malgré sa deuxième place aux dépens du FC Barcelone. En février 2012, il a été prêté au club espagnol du Real Madrid pour la Minicopa Endesa, une compétition de clubs espagnols des moins de 14 ans. Dončić, qui était parmi les plus jeunes joueurs de son équipe, a obtenu en moyenne 13,0 points, 4,0 rebonds, 2,8 passes décisives et 3,3 interceptions par match pour remporter le titre de meilleur joueur, ce qui a mené le Real Madrid à la deuxième place. En avril 2012, il a participé au tournoi Lido di Roma des moins de 13 ans pour Olimpija, terminant meilleur joueur et meilleur marqueur avec 34,5 points par match. En demi-finale du tournoi contre Victoria Fermo, il a inscrit 29 points et pris 15 rebonds, et dans la victoire pour le titre contre Lazio, il a marqué 54 points, avec 11 rebonds et 10 passes décisives.

### Real Madrid
En septembre 2012, à l’âge de 13 ans, Dončić signe un contrat de cinq ans avec le Real Madrid. En février 2013, Dončić mène le Real à une victoire de Minicopa Endesa, avec des moyennes de 24,5 points, 13 rebonds, 4 passes et 6 interceptions par match. Dans le dernier match du tournoi, il contribue avec 25 points, 16 rebonds et 5 interceptions pour vaincre le FC Barcelone et gagner le titre de MVP. En mars, Dončić remporte le titre de meilleur joueur du Championnat d’Espagne des moins de 16 ans.
Lors de la saison 2014-2015, il joue avec l'équipe B du Real qui évolue en quatrième division. Là encore, son niveau de jeu est exceptionnel (13,5 points, 5,9 rebonds et 3,1 passes), les aidant à gagner le groupe B de la Liga EBA. En janvier 2015, Dončić a remporté le tournoi Ciutat de L'Hospitalet des moins de 18 ans et a été sélectionné dans l’équipe All-Tournament, bien qu’ayant deux ans de moins que le reste de l’équipe. Lors de l’événement, le 6 janvier, contre l’équipe des jeunes de son ancien club de l'Union Olimpija, il a inscrit un double-double de 13 points, 13 rebonds, 4 passes décisives et 4 interceptions. En mai 2015, Dončić participe à l'International Junior Tournament avec l'équipe de jeunes du Real. Plus jeune de 2 ans que ses adversaires, il emmène le Real au titre de champion et obtient le titre de meilleur joueur, après avoir aidé son équipe à vaincre les champions en titre Crvena zvezda Belgrade en finale.
Il emmène aussi l'équipe junior du Real au titre national. En finale, il réalise un triple-double (15 points, 12 rebonds et 15 passes décisives) avec une évaluation de 47.

## Carrière professionnelle européenne

### Real Madrid (2015-2018)

#### Première année: Les débuts
Le 30 avril 2015, Dončić a fait ses débuts professionnels pour le Real Madrid dans la Liga ACB face à Unicaja, marquant un panier à trois points en moins de 2 minutes de jeu. A 16 ans, 2 mois et 2 jours, il est le 3e plus jeune joueur à jouer en première division espagnole, derrière Ricky Rubio (14 ans) et Ángel Rebolo (15 ans) et le plus jeune joueur sous les couleurs du Real,. Il a joué 5 matchs au cours de la saison 2014-2015, obtenant en moyenne 1,6 point et 1,2 rebond en 4,8 minutes par match.

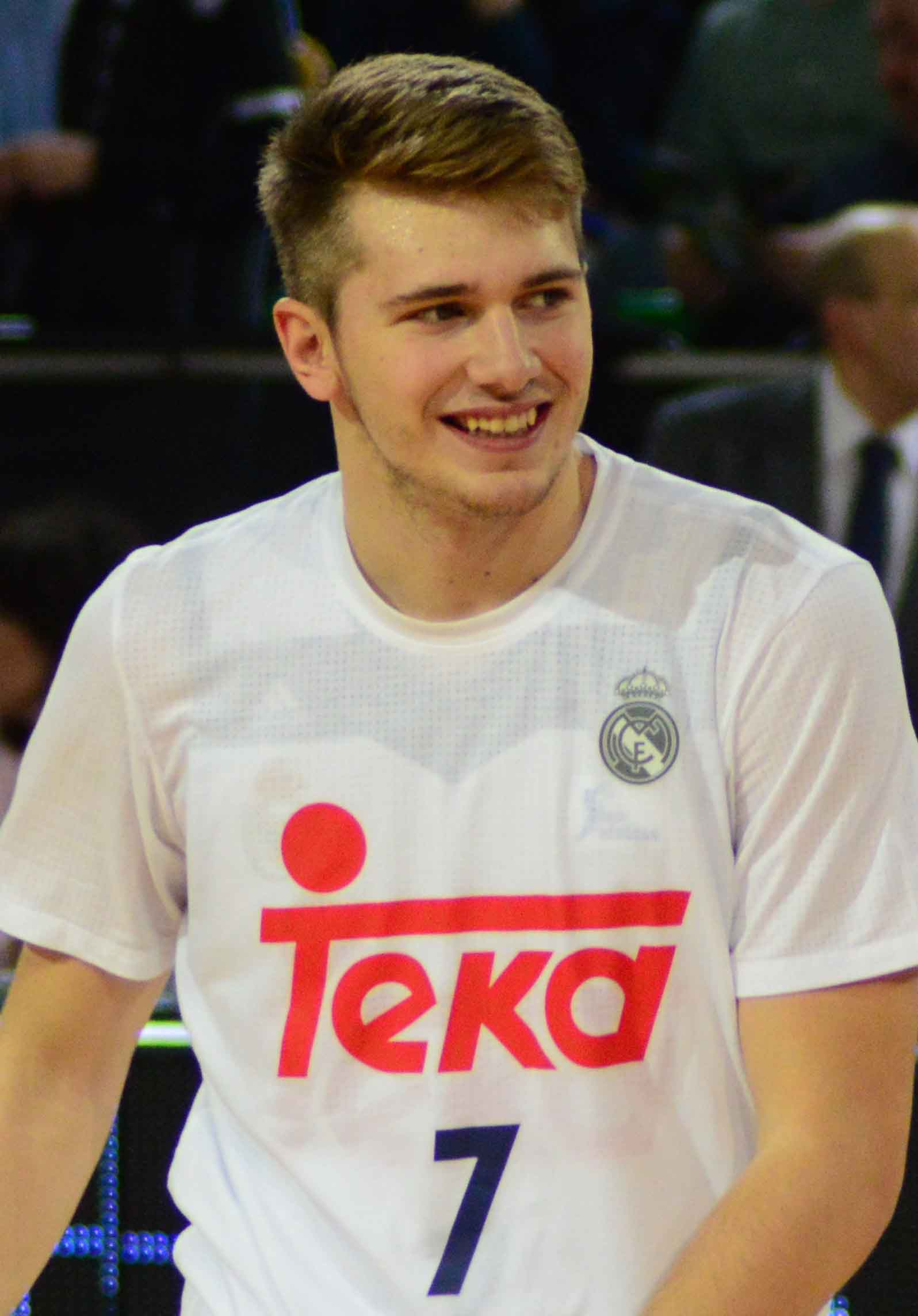
Luka Dončić en 2016.

Durant la saison 2015-2016, Dončić est devenu membre régulier de l’équipe senior du Real Madrid. Il a même joué contre les Celtics de Boston dans un match présaison de la NBA le 8 octobre 2015, récoltant 4 rebonds, 1 passe décisive et 1 contre. Le 16 octobre 2015, à l’âge de 16 ans, il fait ses débuts en Euroligue, marquant 2 points dans une défaite face à Khimki. Dončić est devenu le 21e joueur à faire ses débuts en Euroligue avant d’avoir 17 ans. Le 18 octobre, il a enregistré 10 points et 4 rebonds dans une victoire de 94-61 contre Gipuzkoa. Le 29 novembre, Dončić a inscrit 15 points, 6 rebonds et 4 passes décisives contre Bilbao. Cette performance lui permet de devenir le meilleur marqueur de l'histoire de la Liga pour un joueur de moins de 17 ans.
Il a marqué 12 points et capté 5 rebonds, le 7 janvier 2016, contre le CSKA Moscou en Euroligue. Après un temps mort du Real, dans le deuxième quart-temps de match, Dončić a marqué trois tirs à trois points consécutifs, enregistrant 9 points en 2 minutes. Au cours de 39 matchs dans la saison 2015-2016, il a obtenu en moyenne 4,5 points, 2,6 rebonds et 1,7 passe décisive. En 12 matchs de l’Euroligue, il a enregistré 3,5 points, 2,3 rebonds et 2 passes décisives par match. En mai 2016, Dončić est élu dans la meilleure équipe des espoirs de la Liga pour la saison 2015-2016 avec Juancho et Willy Hernangómez, Ludvig Håkanson et Santiago Yusta.

#### Deuxième saison: L'éclosion
Doncic a fait ses débuts le 30 septembre 2016, contre Unicaja pour la saison 2016-2017, enregistrant 6 points et 4 passes décisives en 19 minutes. Il a marqué 3 points, 5 rebonds et 4 passes décisives dans une victoire lors d'un nouveau match de présaison de la NBA, le 3 octobre 2016 contre le Thunder d'Oklahoma City.

Le 4 décembre, il a inscrit un double-double de 23 points et 11 passes décisives, dans une victoire 92-76 contre Montakit Fuenlabrada. Il devient le plus jeune joueur à réaliser un double-double en Liga ACB. Dončić est aussi nommé meilleur joueur lors de cette journée et est le plus jeune joueur à recevoir cette récompense,. Le match lui a valu son premier titre de joueur de la semaine du championnat espagnol. Dončić a marqué 17 points lors d’une victoire contre Žalgiris Kaunas le 8 décembre 2016. Après avoir enregistré 16 points, 6 rebonds, 5 passes décisives et 3 interceptions dans une victoire 95-72 sur Brose Bamberg le 22 décembre 2016, il est nommé co-MVP de la 13e journée de l'Euroligue avec Mike James. Là encore, Dončić est le plus jeune joueur à obtenir le titre de MVP,. Il a obtenu le même honneur le 14 janvier 2017, après avoir inscrit 10 points, 11 rebonds et 8 passes décisives pour battre le Maccabi Tel Aviv. 

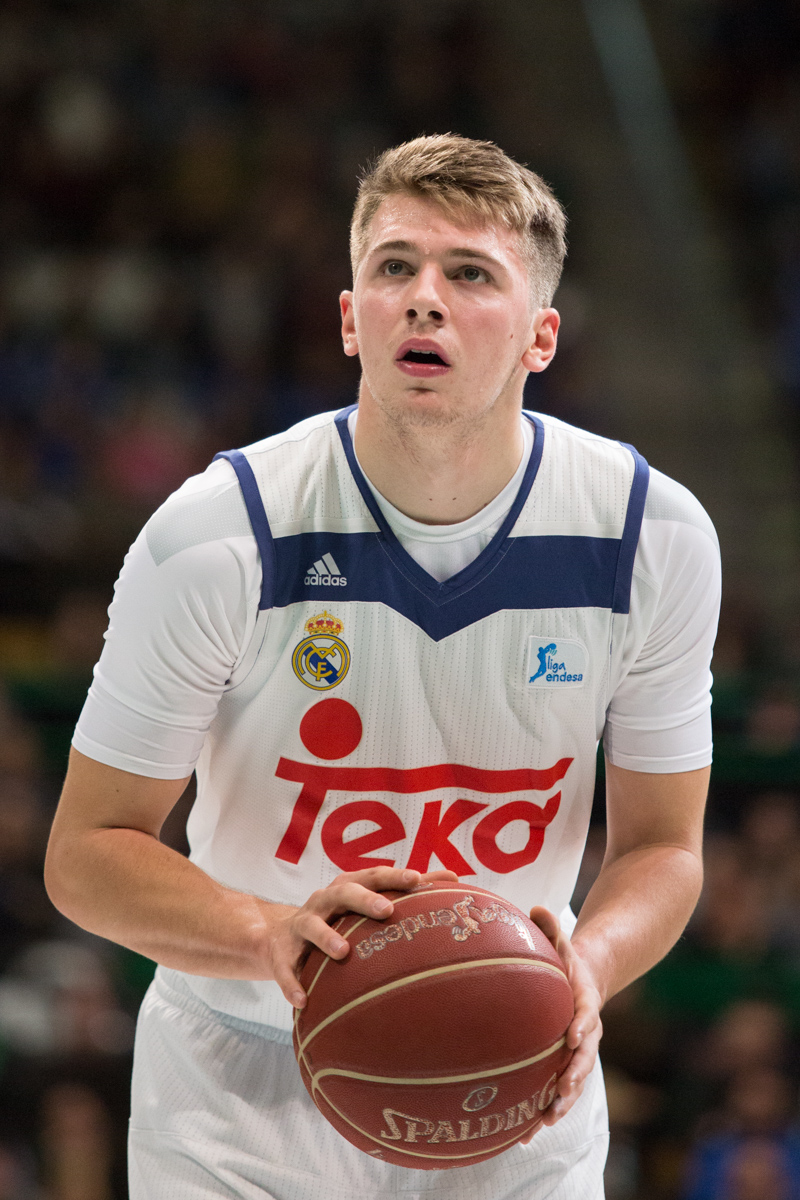
Luka Dončić en janvier 2017.

Le 9 février, Dončić a enregistré 5 points, 7 rebonds et 11 passes décisives pour vaincre l’UNICS Kazan. Il a marqué 23 points lors de la Coupe du Roi d’Espagne contre Baskonia. Après avoir marqué 13 points et obtenu 8 rebonds lors des playoffs de l’Euroligue 2017 contre Darüşşafaka le 26 avril, Dončić est co-MVP de la 3e journée des playoffs d'Euroligue, ex æquo avec son coéquipier Gustavo Ayón et Bryant Dunston, puis MVP de la 4e journée des playoffs. Deux jours plus tard, il a remporté le même prix, affichant 11 points, 5 rebonds et 7 passes décisives pour mener le Real Madrid à une place en finale de l’Euroligue.
Participant à 42 matchs dans la saison, Dončić a obtenu en moyenne 7,5 points, 4,4 rebonds et 3 passes, et à travers 35 matchs de l’Euroligue, il a obtenu en moyenne 7,8 points, 4,5 rebonds et 4,2 passes par match. En mai, Dončić est élu meilleur espoir de l'Euroligue 2016-2017. Il devance largement Ante Žižić et Marko Gudurić. Dončić est aussi largement élu meilleur jeune du championnat espagnol pour la saison 2016-2017. Il fait aussi partie de l'équipe-type des meilleurs jeunes du championnat avec l'Espagnol Alberto Abalde, le Bulgaro-Chypriote Aleksandar Vezenkov et les Lettons Rolands Šmits et Anžejs Pasečņiks,,.

#### Troisième année: Statut de MVP
Dončić a joué un rôle plus important pour le Real Madrid à l’entrée de la saison 2017-2018, après que le joueur vedette de l’équipe, Sergio Llull, se soit déchiré les ligaments croisés du genou lors de l’Eurobasket 2017. Lors de ses débuts, le 1er octobre 2017, il a enregistré 8 points, 6 rebonds et 4 passes décisives dans une victoire 94-88 sur MoraBanc Andorra. Lors de son premier match de l’Euroligue de la saison, le 12 octobre, Dončić a marqué un record en carrière de 27 points pour vaincre Anadolu Efes. Dans le match suivant, il a presque enregistré un triple-double contre Valence, avec 16 points, 10 passes et 7 rebonds.
Le 24 octobre, Dončić a été nommé meilleur joueur du tour de l’Euroligue après avoir marqué 27 points, 8 rebonds, 5 passes décisives et 3 interceptions. Deux jours plus tard, il éclipse son meilleur score en carrière avec 28 points dans une victoire 87-66 contre Žalgiris Kaunas. Doncic a également obtenu 9 rebonds et 4 passes décisives dans le match et remporte à nouveau le prix. Il est aussi nommé meilleur joueur du mois d'octobre de l'Euroligue.

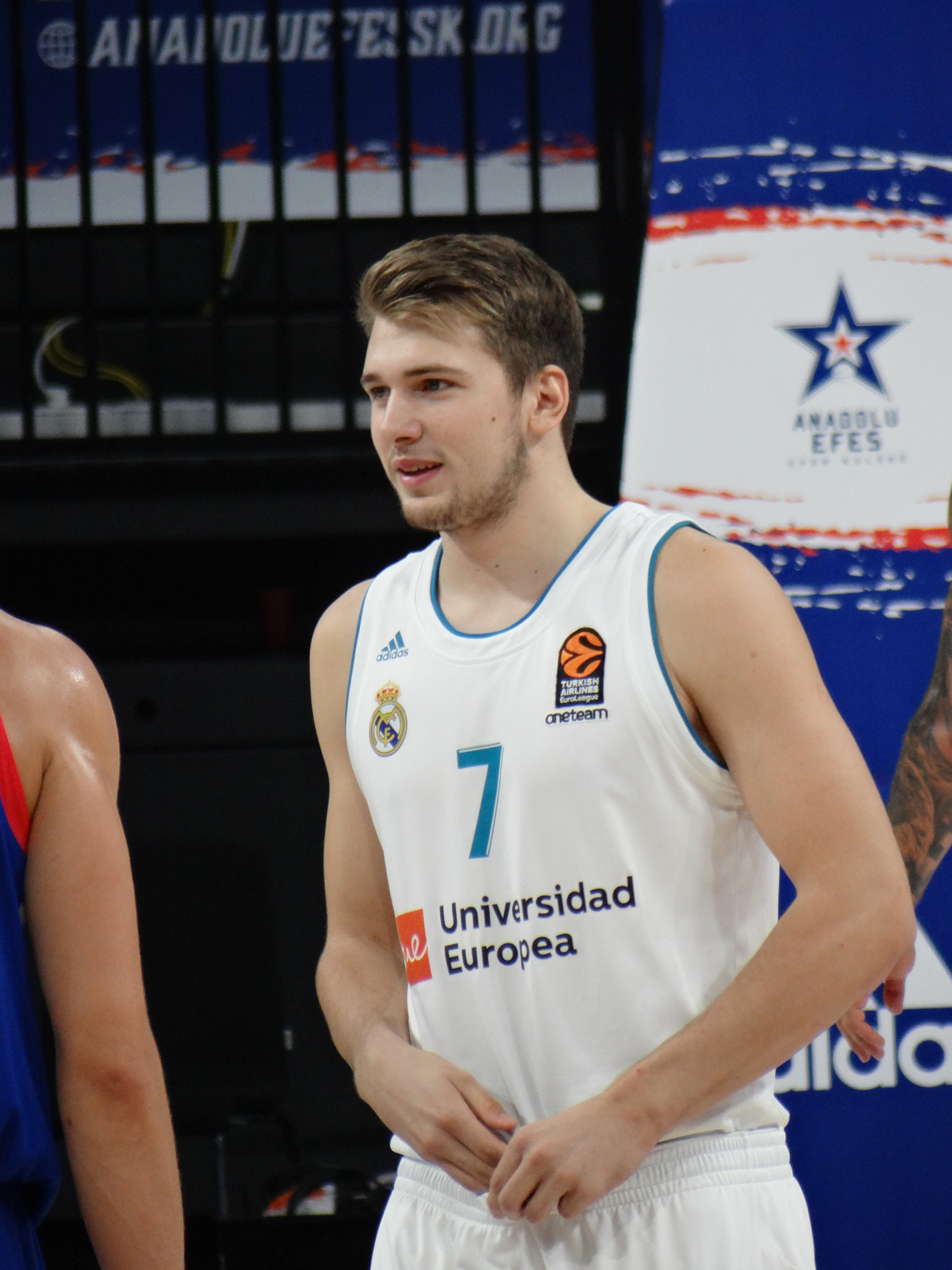
Luka Dončić durant l'Euroligue

Le 8 décembre, il a battu son record en carrière avec 33 points, 6 rebonds et 4 passes décisives contre l’Olympiakós. Dončić a mené le Real Madrid à une victoire 79-77 contre le champion en titre de l’Euroligue, Fenerbahçe SK, le 28 décembre, contribuant avec 20 points, 10 passes décisives et 8 rebonds, remportant encore une fois le titre de joueur de la journée d'Euroligue. Après une performance de 24 points en 22 minutes face au Movistar Estudiantes le 31 décembre, il a été sélectionné comme joueur de la journée de championnat. Il a par la suite été nommé joueur du mois de décembre, devenant ainsi le plus jeune à remporter ce prix.
Le 9 février 2018, Dončić a mené son équipe avec 27 points dans une défaite contre l'Olympiakós, 80-79. Il a connu une autre solide performance le 17 février, contre Iberostar Tenerife dans la Coupe du Roi d’Espagne, affichant 17 points, 7 rebonds, 5 passes et 4 interceptions. Le 30 mars 2018, Dončić a marqué 24 points, a capté 9 rebonds et a marqué un panier victorieux à trois points à moins d'une seconde de la fin pour battre Crvena zvezda Belgrade, 82-79. Le 9 mai, il a enregistré 17 points, 10 rebonds et 10 passes décisives en 22 minutes contre le Real Betis Energía Plus, pour le premier triple-double du championnat espagnol depuis la saison 2006-2007 et le 7e de l’histoire de la ligue.
Dončić a terminé avec 16 points, 7 rebonds et 2 passes décisives le 18 mai, dans une victoire 92-83 contre le CSKA Moscou en demi-finale de l’Euroligue. Le 20 mai, le Real Madrid remporte cette édition 2018 en finale face au Fenerbahçe, Dončić est nommé MVP du Final Four, après avoir marqué 15 points. À la fin de la saison d'Euroligue, Dončić est le meilleur joueur à l'évaluation. Il est élu, pour la seconde fois consécutive, meilleur espoir de la compétition. Dončić est sélectionné dans le meilleur cinq de la compétition et a remporté le titre de MVP de l’Euroligue sur la saison, devenant plus jeune vainqueur, après avoir obtenu en moyenne 16 points, 4,9 rebonds et 4,3 passes décisives par match lors des 33 matchs de l’Euroligue.
Dans le championnat espagnol, sa saison 2017-2018 est tout aussi remarquable : il est de nouveau nommé meilleur jeune de la compétition et est encore nommé dans la meilleure équipe des jeunes avec le Suédois Simon Birgander et les Espagnols Jonathan Barreiro (es), Sergi García (en) et Xabier López-Arostegui. Il reçoit de plus le trophée de meilleur joueur (MVP) du championnat et fait partie de l'équipe-type de la compétition avec l'Américain Gary Neal, l'Israélien Sylven Landesberg, le Géorgien Tornike Shengelia et le Néerlandais Henk Norel. Dončić devient ainsi le plus jeune MVP du championnat espagnol,,. À la fin de la saison, le Real remporte le titre de champion d'Espagne après la victoire face au Kirolbet Baskonia.
Le 29 juin 2018, il quitte le Real Madrid.

## Carrière en NBA

### Mavericks de Dallas (2018-2025)

#### Saison 2018-2019: Rookie de l'année
Le 21 juin 2018, Dončić est choisi en 3e position lors de la draft 2018 par les Hawks d'Atlanta avant d'être envoyé dans la foulée aux Mavericks de Dallas en échange de Trae Young. Il signe son contrat de rookie avec les Mavericks le 9 juillet 2018. Dončić ne participe pas à la NBA Summer League 2018 en raison de son départ tardif du Real Madrid. Avant la saison 2018-2019, ESPN le considère comme favori pour remporter le titre de rookie de l’année de la NBA.
Doncic fait ses débuts en saison régulière le 17 octobre 2018, enregistrant 10 points, 8 rebonds et 4 passes décisives, dans une défaite 121-100 contre les Suns de Phoenix. Le 20 octobre, Dončić enregistre 26 points et 6 rebonds dans une victoire de 140-136 contre les Timberwolves du Minnesota, devenant le plus jeune joueur inscrivant plus de 20 points dans l’histoire de la franchise. Le 29 octobre, Dončić inscrit 31 points et 8 rebonds dans une défaite 113-108 face aux Spurs de San Antonio, son premier match de 30 points en NBA. Il enregistre son premier double-double en NBA le 19 novembre, avec 15 points et 10 rebonds dans une défaite 98-88 contre les Grizzlies de Memphis. Dončić est nommé rookie du mois de la NBA de la conférence Ouest en novembre 2018.

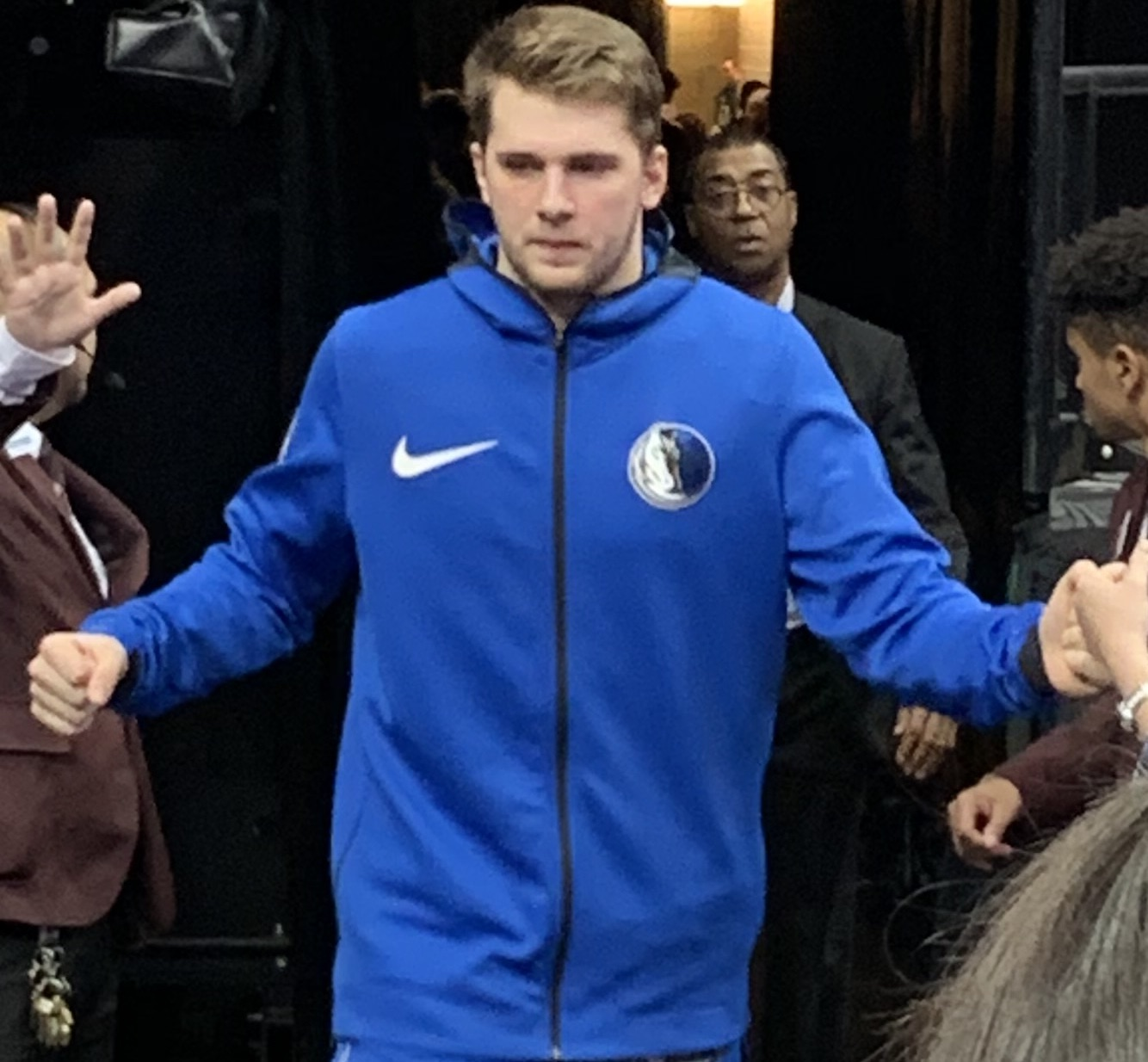
Luka Dončić en 2018 avec les Mavericks de Dallas

Le 8 décembre, Dončić marque 21 points dans une victoire 107-104 sur les Rockets de Houston. Après un match compliqué, il inscrit 11 points de suite, sans en encaisser, dans les dernières minutes du match. Il réalise d'impressionnantes performances, marquant 32 points contre les Clippers de Los Angeles le 20 décembre, ou encore 34 points contre les Pelicans de La Nouvelle-Orléans le 28 décembre où il devient le plus jeune joueur de la NBA à marquer 7 paniers à trois points dans un match. Il est nommé rookie de la conférence Ouest du mois de décembre 2018. Le 21 janvier, Dončić enregistre son premier triple-double en NBA avec 18 points, 11 rebonds et 10 passes décisives dans une défaite 116-106 contre les Bucks de Milwaukee, ce qui fait de lui le deuxième plus jeune joueur de l’histoire de la NBA à accomplir cette performance à 19 ans et 327 jours, derrière Markelle Fultz. Le 27 janvier 2019, il devient le plus jeune joueur de l'histoire de la NBA à réaliser un triple-double avec plus de 30 points inscrits, dépassant ainsi LeBron James. Lors de ce même match, il inscrit 35 points, son record en carrière. Deux jours plus tard, Dončić a été sélectionné au Rising Stars Challenge 2019. Bien qu’il ait été 2e au vote des fans, derrière LeBron James, il termine finalement 8e et n’est pas sélectionné pour participer au NBA All-Star Game 2019,.
Au début de février 2019, Dončić entre dans le groupe des joueurs ayant marqué plus de 1 000 points en NBA avant d'avoir 20 ans. Ce groupe est aussi composé de LeBron James, Kobe Bryant, Kevin Durant, Devin Booker, Carmelo Anthony et Dwight Howard. Le 6 février, Dončić enregistre son 3e triple-double avec 19 points, 10 rebonds et 11 passes décisives dans une victoire 99-93 contre les Hornets de Charlotte, ce qui en a fait le plus jeune joueur de l’histoire de la NBA à enregistrer trois triples-doubles. Il devance le Hall of Famer, Magic Johnson de 117 jours. Le 25 février, Dončić enregistre son 4e triple-double avec 28 points, 10 rebonds et 10 passes décisives dans une défaite 121-112 contre les Clippers.
Le 26 mars 2019, lors du match contre les Kings de Sacramento, Dončić réalise son 7e triple-double de la saison, soit autant que Magic Johnson lors de sa saison rookie. Il est le quatrième joueur, avec LeBron James, à réaliser le plus de triple-doubles durant la saison, avec un total de huit triple-doubles. Il se classe derrière Russell Westbrook (34), Nikola Jokić (12) et Ben Simmons (10). Dončić devient le 5e joueur de l’histoire de la NBA à cumuler au moins 20 points, 5 rebonds et 5 passes décisives dans sa première saison, rejoignant Oscar Robertson (1960-1961), Michael Jordan (1984-1985), LeBron James (2003-2004) et Tyreke Evans (2009-2010). Le slovène finit la saison avec 21,2 points, 7,8 rebonds ainsi que 6 passes décisives de moyenne par match. À l'issue de la saison 2018-2019, il est nommé dans la NBA All-Rookie First Team et est finalement élu comme rookie de l'année avec 98 votes pour lui et 2 pour Trae Young. Dončić devient le deuxième joueur européen, après Pau Gasol, à remporter ce prix et le sixième non-américain.

#### Saison 2019-2020: Statut de All-Star
Dončić effectue son premier triple-double de la saison le 25 octobre 2019, affichant 25 points, 10 rebonds et 10 passes décisives pour vaincre les Pelicans, 123-116. En deux matchs consécutifs, le 1er et 3 novembre, il enregistre deux triples-doubles, et égale son record en carrière de 15 passes décisives dans les deux matchs,. Le 8 novembre 2019, il bat son record de points en carrière en inscrivant 38 contre les Knicks de New York lors de la défaite de son équipe 106-102. Il enregistre son 11e triple-double en ajoutant 14 rebonds et 10 passes décisives lors de cette défaite. Il bat à nouveau ce record 10 jours plus tard, le 18 novembre 2019 face aux Spurs lors d'une victoire à l'American Airlines Center avec un triple-double (42 points, 11 rebonds et 12 passes décisives). Dans le match suivant, le 20 novembre, Dončić réalise un nouveau triple double (35 points, 11 passes décisives et 10 rebonds) contre les Warriors de Golden State. Il devient le premier joueur à réaliser un triple-double avec au moins 35 points en moins de 25 minutes. Dans le premier quart-temps de ce match, il marque plus de points, prend plus de rebonds et fait plus de passes décisives que toute l'équipe des Warriors. Dončić est le premier joueur à réaliser cet exploit depuis Allen Iverson en 2003. Le 23 novembre, il devient le plus jeune joueur de l'histoire de la NBA à enregistrer trois matchs consécutifs avec 30 points ou plus et 10 passes décisives ou plus.
Sur le mois de novembre, Dončić réalise un triple-double de moyenne (32,4 points, 10,3 rebonds et 10,4 passes décisives par rencontre). Il devient le troisième joueur de l'histoire de la NBA, après Oscar Robertson et Russell Westbrook, à réaliser un mois en triple-double avec au moins 30 points de moyenne. En novembre, Dončić est nommé joueur de la semaine de la conférence Ouest pour la semaine du 18 au 24 novembre, qui a été son premier prix de joueur de la semaine de la NBA. Il devient ainsi le plus jeune joueur du mois de la conférence Ouest depuis que la ligue a commencé à décerner ce prix par conférence au cours de la saison 2001-2002.
Lors de la défaite de son équipe face aux Kings (110-106), le 8 décembre, il marque 27 points, prend 7 rebonds et livre 8 passes décisives devenant ainsi le premier joueur à réaliser 19 matchs à plus de 20 points, 5 rebonds et 5 passes depuis 1976,. Il établit le nouveau record à 20 matches successifs. Dončić a réalisé son 10e triple-double de la saison le 4 janvier 2020, affichant 39 points, 12 rebonds et 10 passes décisives dans une défaite 123-120 contre les Hornets de Charlotte.
Au cours de la saison 2019-2020, Dončić est sélectionné pour son premier All-Star Game en tant que titulaire de la conférence Ouest. Il devient le plus jeune joueur européen à commencer un All-Star Game. Le 21 février 2020, à l'issue du match face au Magic d'Orlando, il devient le premier joueur de l'histoire de la NBA, à inscrire 300 paniers à trois points avant l'âge de 21 ans. Le 4 mars, Dončić enregistre son 22e triple-double en carrière, dépassant Jason Kidd pour le plus grand nombre de triple-double de l’histoire de la franchise, avec 30 points, 17 rebonds et 10 passes décisives dans une victoire en prolongation 127-123 contre les Pelicans.
Dans la "Bulle d'Orlando", lors de la crise sanitaire du Covid-19, Luka Dončić enregistre un nouveau triple-double le 4 août 2020, avec 34 points, 20 rebonds (son record en carrière) et 12 passes décisives dans une victoire en prolongation contre les Kings de Sacramento. Quelques jours plus tard, le 8 août 2020, il est nommé finaliste pour le trophée du Most Improved Player, récompensant le joueur ayant le plus progressé d'une saison à l'autre. Le soir même, il enregistre 36 points, 14 rebonds et 19 passes décisives (son record en carrière) contre les Bucks de Milwaukee, à nouveau en prolongation et lors d'une victoire. Pour le premier match des playoffs, il enregistre 42 points dans une défaite face aux Clippers, battant le record de points pour un premier match en playoffs dans l'histoire de la ligue.
Lors du second match, que les Mavericks remportent, il inscrit 28 points, réalisant donc la performance de marquer 70 points sur les deux premiers matches de playoffs NBA. Seul George Mikan a fait mieux en 1949 avec 75 points.
Lors du troisième match de la série, terni par une blessure à la cheville, il réalise son premier triple-double en playoffs dans sa jeune carrière avec 13 points, 10 rebonds et 10 passes décisives, en 29 minutes.
Pour le quatrième match, il réalise une performance exceptionnelle en réalisant un nouveau triple-double avec 43 points, 17 rebonds et 13 passes décisives. Il devient le 3ème joueur de l'histoire de la NBA, après Oscar Robertson en 1963 et Charles Barkley en 1993, à atteindre ou dépasser une marque à 40-15-10 dans un match de playoffs. Seul Russell Westbrook a inscrit plus de points lors d'un triple-double pendant un match de playoffs.
Il inscrit également son premier buzzer beater en playoffs, avec un panier à trois points, remportant le match 135-133 en prolongation. Fait impressionnant : ce triple-double est réalisé alors qu'il n'est toujours pas remis de sa blessure à la cheville lors du match précédent, et ce contre une équipe des Clippers où l'on retrouve d'excellents défenseurs comme Kawhi Leonard ou Paul George. Les Mavericks s'inclinent 4-2 dans la série, l'effectif des Clippers étant plus fort et plus profond que celui des Texans, surtout après les blessures de Kristaps Porziņģis et de Dončić.

#### Saison 2020-2021

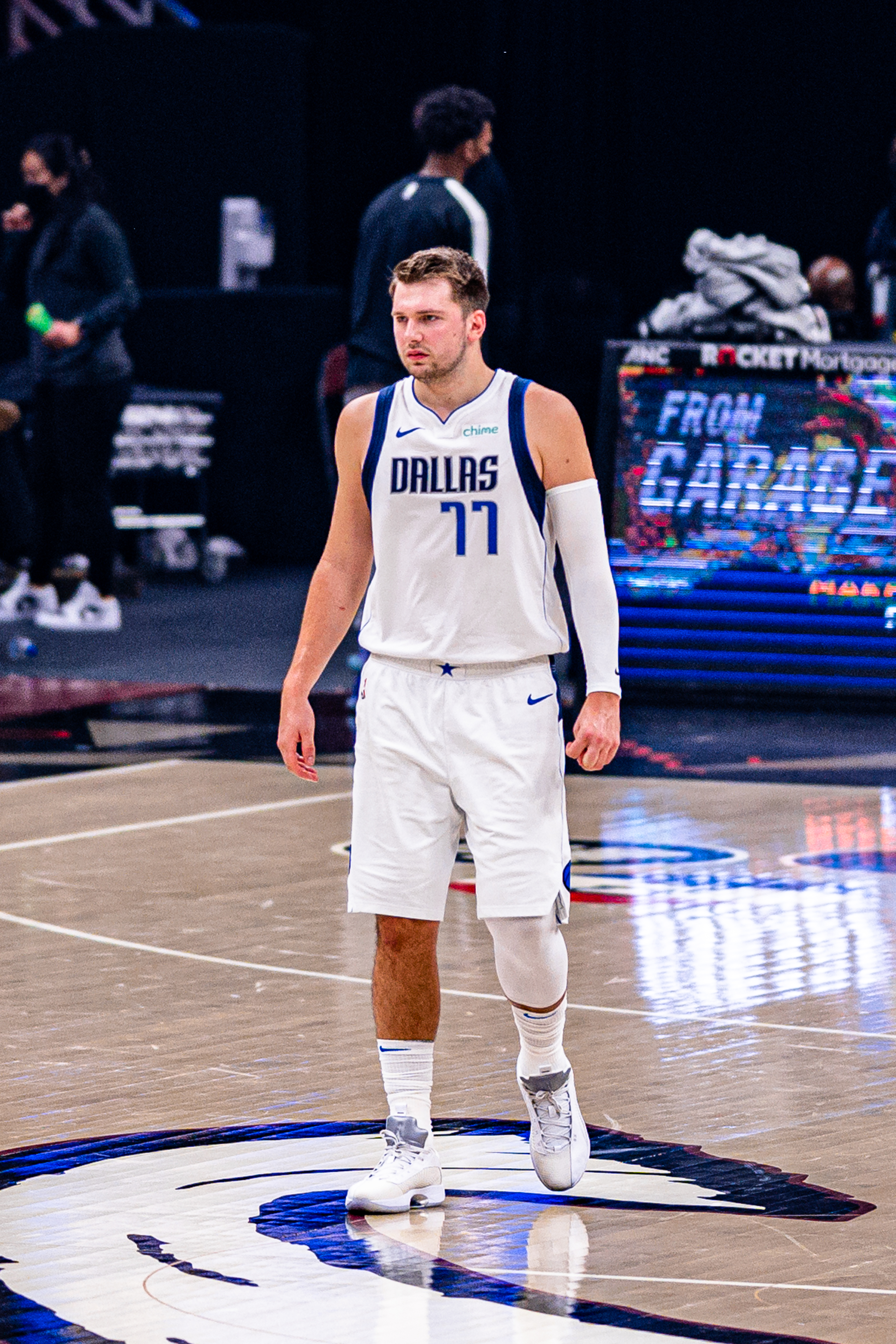
Luka Dončić en mai 2021.

En février 2021, Dončić établit un nouveau record personnel de points avec 46 (à 17 sur 30 au tir), dans une victoire face aux Pelicans. En mars 2021, il est sélectionné pour concourir au Skills Challenge aux côtés de Chris Paul, Domantas Sabonis, Robert Covington, Nikola Vučević et Julius Randle, ainsi que pour disputer le NBA All-Star Game 2021 à Atlanta, dans l'équipe de LeBron James. La Team LeBron gagne le match 170 à 150 et Dončić inscrit 8 points avec 3 rebonds et 8 passes décisives.
Le 1er avril 2021, face à Boston, Luka bat le record vieux de 70 ans de Bob McAdoo en étant le plus jeune joueur de l'histoire à inscrire 35 points ou plus à plus de 70% de réussite dans un match (il a marqué 36 points à 11/15).
En mai 2021, il bat son record en carrière en termes de passes décisives, avec 20 passes, tout en compilant 31 points et 12 rebonds. Il devient le quatrième joueur de l'histoire de la NBA à enregistrer un match avec au moins 30 points, 10 rebonds et 20 passes (les autres étant Oscar Robertson, Magic Johnson et Russell Westbrook).
Les Mavericks se qualifient pour les playoffs et affrontent au premier tour, comme l'année précédente, les Clippers de Kawhi Leonard et Paul George. Dončić réalise des moyennes impressionnantes de 35,7 points, 10,3 passes décisives et 7,9 rebonds dans cette série mais les Mavericks sont battus en 7 manches.
En juin 2021, il devient le plus jeune joueur à marquer plus de 40 points dans un match 7 des playoffs ; il bat le précédent record établi par Lebron James de plus de 1 an. Toujours dans le même match, il bat le record de points et passes décisives dans un match 7 avec un total de 77 (avec 46 points et 14 passes). Toujours dans ce même match, Luka Dončić devient le deuxième joueur de l'histoire de la NBA, après Kevin Johnson, à marquer plus de 45 points et faire plus de 10 passes décisives dans un match 7 en playoffs. Au cours de ce match, il bat le record de points inscrits dans le premier quart-temps d'un match 7 avec 19 points, le précédent record étant de 14 points. À la mi-temps, avec 29 points, il bat le record de points marqués dans une première mi-temps d'un match 7. Au total, il marque 46 points dans ce match 7 ce qui est le troisième score le plus important de l'histoire de la NBA pour un match 7. Il devient aussi le plus jeune joueur à marquer plus de 35 points de moyenne dans une série des playoffs.

#### Saison 2021-2022
En août 2021, après les Jeux olympiques, Dončić signe un nouveau contrat avec les Mavericks. Le nouveau contrat court sur 5 saisons (quatre saisons et la dernière optionnelle) et Dončić doit gagner 207 millions de dollars,.

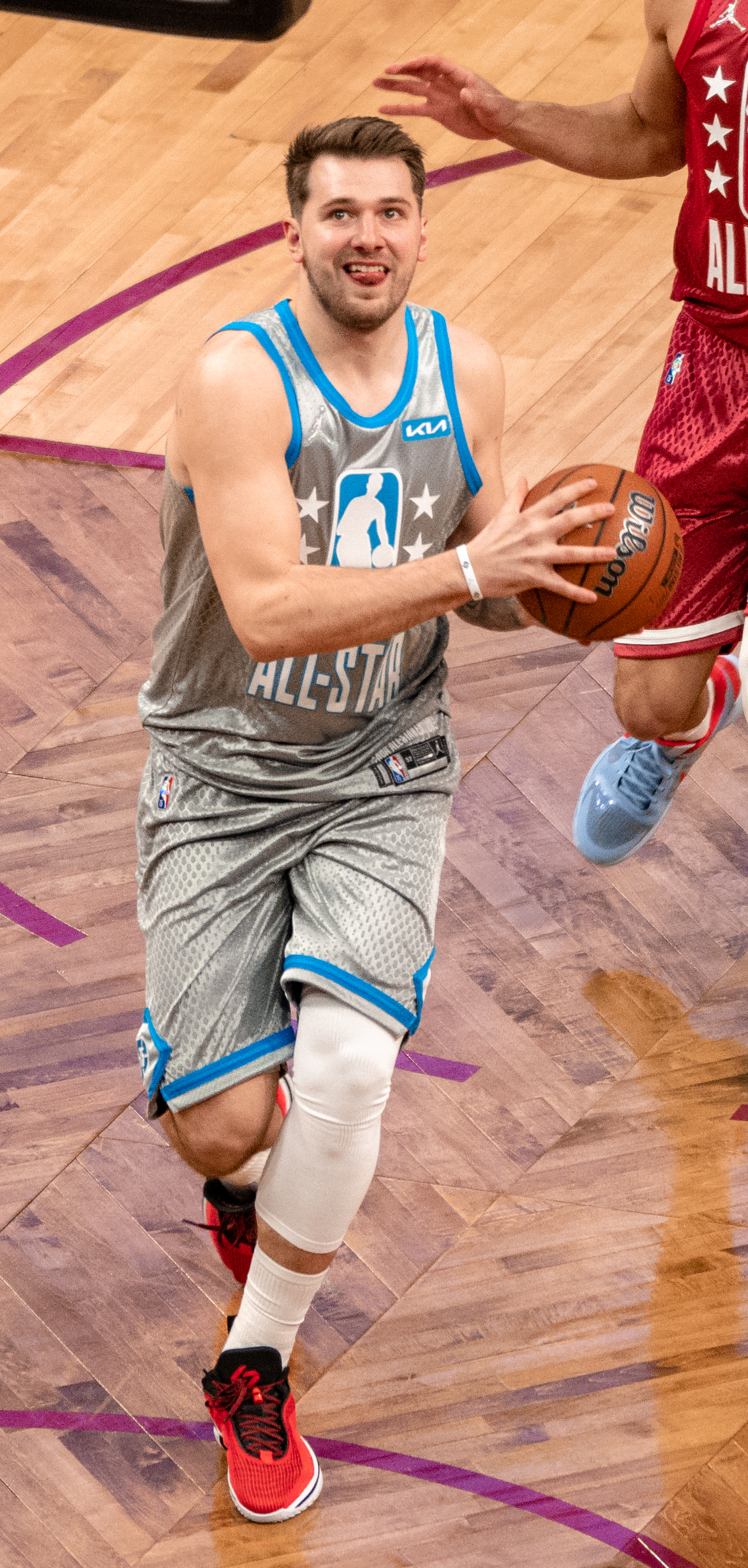
Dončić au NBA All-Star Game 2022.

Le 15 janvier 2022, il inscrit 27 points, prend 12 rebonds et délivre 10 passes pour effectuer son 40e triple-double en carrière, et les Mavericks profitent d'un come-back en seconde période pour battre leur adversaire, les Grizzlies, 112 à 85, et mettre fin à leur série de 11 victoires. Le 19 janvier, Dončić marque 41 points, son meilleur score de la saison 2021-2022, prend 14 rebonds et distribue 7 passes décisives lors d'une victoire 102-98 contre les Raptors de Toronto.
Le 3 février, Dončić est nommé remplaçant pour le All-Star Game 2022. Le 10 février, il inscrit 51 points (son nouveau record en carrière) dont 28 dans le premier quart-temps, prend 9 rebonds et délivre 6 passes décisives, le tout à 17 sur 26 au tir, avec 7 tirs à 3 points, lors d'une victoire 112-105 face aux Clippers de Los Angeles. Trois jours plus tard, encore contre les Clippers, Dončić marque 23 de ses 45 points dans le quatrième quart-temps, prend 15 rebonds et distribue 8 passes décisives malgré la défaite de son équipe (99-97). Avec 96 points sur les deux matchs contre les Clippers, il réalise le plus grand nombre de points en deux matchs contre le même adversaire depuis Wilt Chamberlain qui marque 100 points avec Philadelphie contre les SuperSonics de Seattle en décembre 1967. Il est désigné Joueur de la semaine de la Conférence Ouest. Le 18 février, le Slovène inscrit 49 points, dont 7 tirs à 3 points, en plus de 15 rebonds et 8 passes, lors d'une victoire 125 à 118 contre les Pelicans. Il devient le quatrième joueur de l'histoire de la NBA à réaliser plusieurs matchs à 45 points, 15 rebonds et 5 passes décisives au cours d'un mois, ainsi que le premier joueur à enregistrer au moins 40 points, 15 rebonds, 5 passes décisives, 5 tirs à 3 points et un plus/minus (+/–) de +20 dans un même match.
Le 27 février, Dončić marque 34 points et attrape 11 rebonds, menant les Mavericks, qui étaient menés de 21 points dans le troisième quart-temps contre les Warriors de Golden State, à une victoire (107-101). Par la suite, il devient le premier joueur dans l'histoire de la NBA à avoir une moyenne de 30 points, 10 rebonds et 8 passes décisives par match tout en tirant à au moins 40 % à 3 points durant un mois depuis l'instauration de la ligne à 3 points en 1979. Le 3 mars, il remporte son deuxième titre de Joueur du mois de la NBA en carrière lorsqu'il est nommé Joueur du mois de février de la Conférence Ouest. Il est d'ailleurs le deuxième joueur des Mavericks à remporter ce titre plusieurs fois, précédé par Dirk Nowitzki qui le remporte six fois dans sa carrière. Le 29 mars, il réalise son 46e triple-double en carrière avec 34 points (dont 25 points en première mi-temps), 12 rebonds et 12 passes décisives lors d'une victoire 128 à 110 contre les Lakers de Los Angeles.
Dončić manque les 3 premiers matchs des playoffs en raison d'une blessure lors du dernier match de saison régulière. Le 28 avril, il mène les Mavericks à une victoire 98 à 96 lors du sixième match contre le Jazz de l'Utah qui clôt la série du 1er tour. C'est la première fois que Dallas se qualifie pour le deuxième tour des playoffs dans la carrière de Dončić en NBA. C'est également la première fois que les Mavericks s'imposent au 1er tour depuis leur victoire aux Finales NBA en 2011. Le 2 mai, lors du match 1 des demi-finales de la Conférence Ouest, Dončić enregistre 45 points, 12 rebonds et 8 passes décisives lors de la défaite de son équipe (121-114) face aux Suns de Phoenix. Le 15 mai, il affiche 35 points, 10 rebonds, 4 passes décisives et 2 interceptions en trois quart-temps lors d'une victoire écrasante 123 à 90 au match 7 contre les Suns, tête de série numéro un à l'ouest, assurant ainsi aux Mavericks une place en finale de la Conférence Ouest.

#### Saison 2022-2023
Le 27 décembre 2022, il inscrit 60 points, prend 21 rebonds et réalise 10 passes décisives dans une victoire face aux Knicks et devient le premier joueur de l'histoire de la NBA avec au moins 60 points, 20 rebonds et 10 passes décisives sur un seul match. Par ailleurs, c'est également le plus grand nombre de points inscrits en un match pour un Maverick (battant les 53 points de Dirk Nowitzki), ainsi que le plus grand nombre de tirs réussis en un match pour un Maverick (21, ex æquo avec Mark Aguirre).

#### Saison 2023-2024
Le 26 janvier 2024, Dončić inscrit 73 points, dont 41 points en première mi-temps, contre les Hawks d'Atlanta, le tout accompagné de 10 rebonds et 7 passes décisives. Il bat ainsi le record de la franchise pour le nombre de points marqués en une mi-temps (précédemment détenu par Dirk Nowitzki avec 35 points), le nombre de points inscrits sur un match (précédemment 60 réalisé par lui-même), ainsi que le nombre de tirs marqués (25). Il devient également le premier Européen de l'histoire à dépasser la barre des 70 points sur un match. Il égale la quatrième meilleure performance de l'histoire et rejoint ainsi David Thompson et Wilt Chamberlain (deux fois) qui ont tous deux marqué 73 points dans une rencontre. C'est également le plus grand nombre de points marqués depuis Kobe Bryant en 2006, et ses 81 points contre les Raptors,.
En mars 2024, Dončić enregistre son 6e triple-double consécutif avec au moins 30 points et établit ainsi un nouveau record,. Lors de ce même mois, Dončić inscrit son 1 143e trois points sous la tunique bleue, devenant ainsi seul deuxième meilleur marqueur à trois points de l'histoire de la franchise, devant Jason Terry (1 140) et derrière Dirk Nowitzki (1 982),.
En avril 2024, dans une victoire contre Charlotte, Luka Dončić marque 39 points et, avec 2 341 points marqués sur la saison, il devient le Maverick ayant marqué le plus de points sur une saison. Il dépasse ainsi Mark Aguirre au classement (2 330 points lors de la saison 1983-1984). Le match suivant, contre le Heat, il joue son 400e match en NBA. Avec 11 470 points, 3 472 rebonds et 3 317 passes décisives, il devient le seul joueur de l'histoire avec Oscar Robertson à inscrire au moins 10 000 points, prendre 3 000 rebonds et faire 3 000 passes décisives en 400 matches dans la ligue.
À l'issue de la saison régulière, il obtient le titre honorifique de meilleur marqueur de la NBA avec une moyenne de 33,9 points par match, et un total de 2 341 points inscrits,. Il devient le premier Maverick à obtenir telle récompense, et est le plus jeune depuis Kevin Durant en 2010 à réaliser cet exploit. Il termine la saison en étant 3e au classement du NBA Most Valuable Player.

### Lakers de Los Angeles (depuis 2025)
Début février 2025, Luka Dončić rejoint les Lakers de Los Angeles, dans un échange à trois équipes impliquant également le Jazz de l'Utah, pendant qu'Anthony Davis fait le chemin inverse.
Le 11 février 2025, pour son premier match avec la franchise californienne, Luka Dončić inscrit 14 points, prend 5 rebonds et délivre 4 passes décisives face au Jazz de l'Utah.
Le 25 février 2025, pour son premier match contre son ancienne équipe, Luka Dončić inscrit un triple-double, son premier chez les Lakers, avec 19 points, 15 rebonds et 12 passes décisives (avec en prime 2 contres et 3 interceptions) dans la victoire des Lakers 107-99. Avec de triple-double, il devient alors le troisième joueur à compiler au moins un triple-double contre chacune des trente équipes NBA, après LeBron James et Russell Westbrook. Il est également le plus jeune des trois à réaliser cet exploit, le faisant à seulement 25 ans et 362 jours.
Pour son retour à Dallas, pour la première fois sans porter le maillot texan, Luka Dončić a droit à un impressionnant accueil et hommage. La vidéo préparée par les Mavericks le fera pleurer et il avouera même ensuite qu'il pensait ne pas pouvoir jouer le match après cela. Dès qu'il avait la balle en main, il était acclamé par son ancien public et ses paniers étaient presque plus applaudis que ceux des Mavericks, à domicile. Luka Dončić finit le match avec 45 points (16/28 au tir dont 7/10 à 3 points) en en ayant marqué 31 en première mi-temps. Avec cette pointe à 45 points (qui est son record en saison), il devient le seul joueur avec Wilt Chamberlain à marquer 45 points pour deux équipe dans la même saison.
Il finit la saison avec des moyennes de 28,2 points, 8,2 rebonds et 7,7 passes décisives, des moyennes en baisse par rapport à sa saison 2023-2024.
Le 2 août 2025, Luka Dončić prolonge son contrat avec les Lakers de Los Angeles jusqu'en 2029 pour 165 millions de dollars. Il touchera 55,1 millions de dollars pour la saison 2027-2028 et 59,2 millions de dollars sur la saison suivante. Toutefois, Dončić a la possibilité de chercher un nouveau contrat à partir de la saison 2028-2029,,.

## En sélection nationale

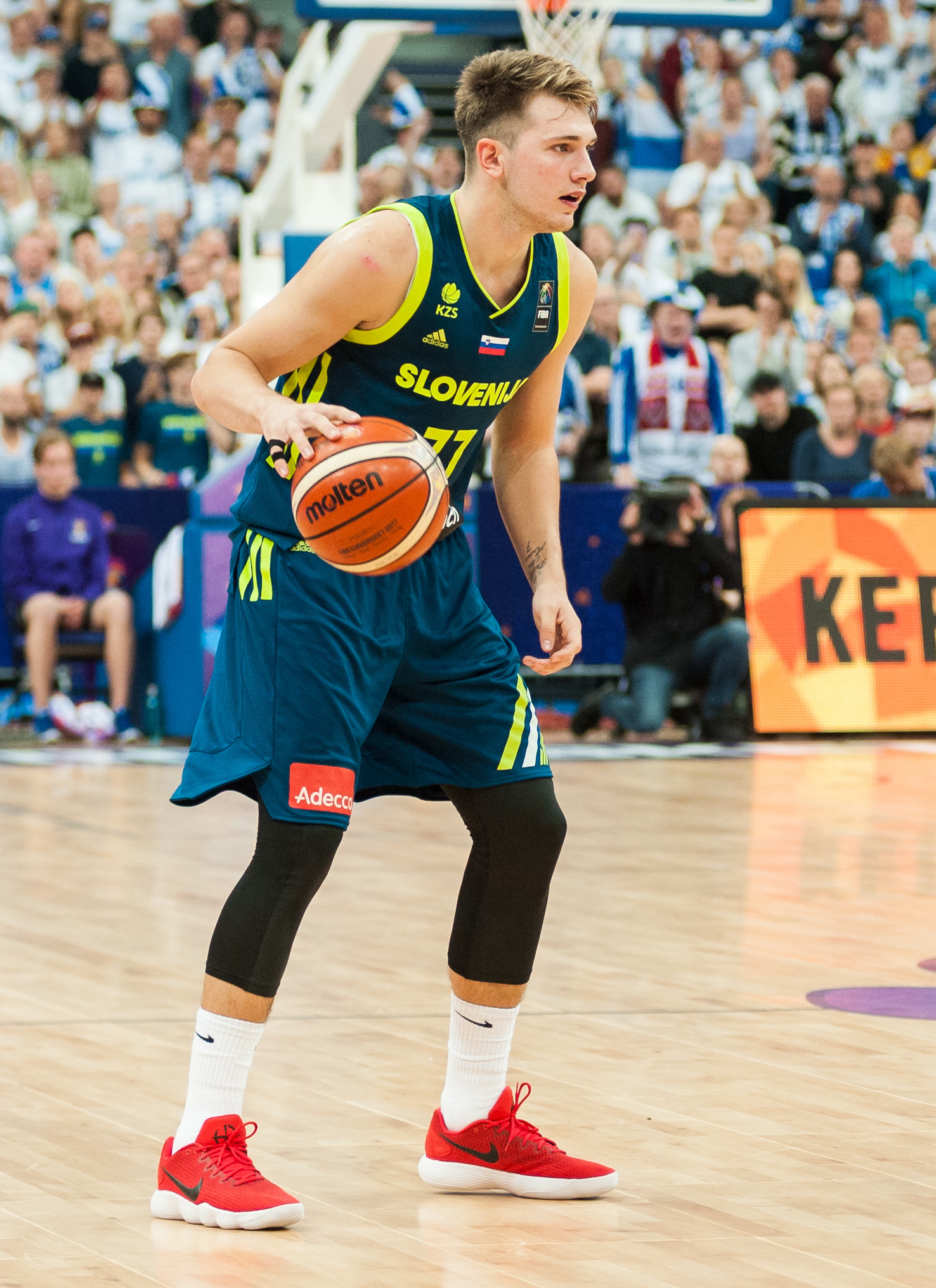
Luka Dončić durant l'EuroBasket 2017.

Avec les juniors de l'équipe nationale de Slovénie, Dončić était prêt à participer au tournoi de la division B du Championnat d’Europe des moins de 16 ans de la FIBA 2014, mais il a été forcé de se retirer du tournoi à cause d'une blessure au genou. En décembre 2014, il a participé à un tournoi amical à Székesfehérvár, en Hongrie, avec une moyenne de 35,3 points et 7,6 rebonds par match, tout en tirant à 81% à deux points et à 57% à trois points.
Le 22 septembre 2016, Dončić a annoncé qu’il représenterait l’équipe nationale masculine senior de Slovénie pour le reste de sa carrière. Il avait déjà été associé à plusieurs autres équipes nationales, dont la Serbie et l’Espagne. Son colocataire de l’équipe nationale était Goran Dragić, qu’il a rencontré à l’âge de 7 ans et qui a été cité comme étant son mentor et ami.
En 2017, Dončić participe au Championnat d'Europe avec la Slovénie, qui remporte la compétition en étant invaincue. Lors de la victoire 103-97 de la Slovénie sur la Lettonie en quart de finale, il a marqué 27 points et capté 9 rebonds. Il a inscrit 11 points, 12 rebonds et 8 passes décisives dans la victoire 92-72 en demi-finale contre l'Espagne. En finale, que la Slovénie a remporté par un score de 93-85 sur la Serbie, il a obtenu 8 points et 7 rebonds, avant de se retirer du match, en raison d’une blessure, au troisième quart-temps. Dončić est nommé dans le meilleur cinq de la compétition avec son compatriote Goran Dragić, l'Espagnol Pau Gasol, le Russe Alexeï Chved et le Serbe Bogdan Bogdanović.
À l'été 2021, Dončić joue avec la Slovénie aux Jeux olympiques d'été de 2020. Lors de la première rencontre, face à l'Argentine, il marque 48 points pour une victoire 118 à 100. Avec 31 points marqués dans les deux premiers quart-temps, Dončić établit un nouveau record olympique du nombre de points marqués dans les deux premiers quart-temps. Il réalise le deuxième meilleur total de points dans une rencontre olympique (ex æquo avec Eddie Palubinskas), derrière les 55 points d'Oscar Schmidt,. Lors de la demi-finale perdue face à la France, Dončić réalise un triple-double (16 points, 10 rebonds et 18 passes décisives). C'est le troisième triple-double de l'histoire du basket-ball masculin aux Jeux olympiques.
En septembre 2022, Dončić participe au championnat d'Europe. Lors d'un match de poule face à la France, il inscrit 47 points, deuxième meilleur total de l'histoire du championnat d'Europe derrière les 63 points du Belge Eddy Terrace (en) en 1957.

## Palmarès

### En club
- Euroligue : 2018
- Champion d'Espagne : 2015, 2016 et 2018
- Coupe du Roi : 2016 et 2017
- Vainqueur de la Coupe intercontinentale de basket-ball : 2015

### En équipe nationale
- Champion d'Europe : 2017

### Distinctions personnelles

#### NBA
- NBA Rookie of the Year en 2019.
- MVP de la finale de la conférence Ouest en 2024.
- 5 fois All-NBA First Team en 2020, 2021, 2022, 2023 et 2024.
- 5 sélections au NBA All-Star en 2020, 2021, 2022, 2023 et 2024.
- NBA All-Rookie First Team en 2019.
- 2 sélections au Rising Stars Challenge en 2019 et 2020.
- 5 fois Rookie du mois de la conférence Ouest : octobre-novembre 2018[85], décembre 2018, janvier 2019, février 2019, mars-avril 2019.
- 5 fois Joueur du mois de la conférence Ouest : octobre-novembre 2019, février 2022, décembre 2022, février 2024 et mars 2024.
- 11 fois Joueur de la semaine de la conférence Ouest : 25 novembre 2019, 11 janvier 2021, 5 avril 2021, 26 avril 2021, 14 février 2022, 14 mars 2022, 11 avril 2022, 18 décembre 2023, 12 février 2024, 11 mars 2024, 9 décembre 2024.

#### Euroligue
- Meilleur espoir de l'Euroligue 2016-2017 et 2017-2018.
- Meilleur cinq de l'Euroligue 2017-2018[70].
- MVP de l'Euroligue 2017-2018.
- MVP du Final Four de l'Euroligue 2017-2018[167].
- MVP de l'International Junior Tournament 2015.

#### Équipe nationale
- Cinq majeur de l'Eurobasket 2017[168].
- Élu dans le cinq majeur des Jeux olympiques de 2020[169].
- Élu dans le cinq majeur de la Coupe du monde 2023.

#### Liga ACB
- MVP du championnat espagnol 2017-2018.
- Meilleur cinq du championnat espagnol 2017-2018.
- Meilleur jeune du championnat espagnol pour les saisons 2016-2017 et 2017-2018.
- Meilleur cinq des jeunes du championnat espagnol pour les saisons 2015-2016, 2016-2017 et 2017-2018.

## Statistiques

### Europe
| Champion |

gras = ses meilleures performances

#### Liga ACB
| Saison    | Équipe      | Matchs | Titul. | Min./m | % Tir | % 3pts | % LF | Rbds/m. | Pass/m. | Int/m. | Ctr/m. | Pts/m. |
| --------- | ----------- | ------ | ------ | ------ | ----- | ------ | ---- | ------- | ------- | ------ | ------ | ------ |
| 2014-2015 | Real Madrid | 5      | 0      | 4,8    | 42,7  | 33,3   | 75,0 | 1,20    | 0,00    | 0,00   | 0,00   | 1,60   |
| 2015-2016 | Real Madrid | 39     | 0      | 12,9   | 52,6  | 39,2   | 70,8 | 2,56    | 1,74    | 0,38   | 0,28   | 4,51   |
| 2016-2017 | Real Madrid | 42     | 11     | 19,8   | 44,1  | 29,5   | 78,5 | 4,43    | 3,00    | 0,60   | 0,29   | 7,45   |
| 2017-2018 | Real Madrid | 37     | 21     | 24,3   | 46,2  | 29,3   | 75,2 | 5,68    | 4,73    | 1,08   | 0,43   | 12,54  |
| Carrière  | Carrière    | 123    | 32     | 18,3   | 46,3  | 31,0   | 75,4 | 4,08    | 3,00    | 0,65   | 0,32   | 7,81   |

#### Euroligue
| Saison    | Équipe      | Matchs | Titul. | Min./m | % Tir | % 3pts | % LF | Rbds/m. | Pass/m. | Int/m. | Ctr/m. | Pts/m. |
| --------- | ----------- | ------ | ------ | ------ | ----- | ------ | ---- | ------- | ------- | ------ | ------ | ------ |
| 2015-2016 | Real Madrid | 12     | 0      | 11,1   | 40,7  | 31,3   | 88,2 | 2,33    | 2,00    | 0,17   | 0,33   | 3,50   |
| 2016-2017 | Real Madrid | 35     | 15     | 19,9   | 43,3  | 37,1   | 84,4 | 4,46    | 4,23    | 0,86   | 0,17   | 7,83   |
| 2017-2018 | Real Madrid | 33     | 17     | 25,9   | 45,1  | 32,9   | 81,6 | 4,85    | 4,30    | 1,09   | 0,33   | 16,03  |
| Carrière  | Carrière    | 80     | 32     | 21,0   | 44,3  | 34,3   | 82,8 | 4,30    | 3,92    | 0,85   | 0,26   | 10,56  |

### NBA

#### Saison régulière
| Recrue/rookie de la saison | Leader de la ligue |

gras = ses meilleures performances
| Saison        | Équipe        | Matchs | Titul. | Min./m | % Tir | % 3pts | % LF | Rbds/m. | Pass/m. | Int/m. | Ctr/m. | Pts/m. |
| ------------- | ------------- | ------ | ------ | ------ | ----- | ------ | ---- | ------- | ------- | ------ | ------ | ------ |
| 2018-2019     | Dallas        | 72     | 72     | 32,2   | 42,7  | 32,7   | 71,3 | 7,82    | 5,96    | 1,07   | 0,35   | 21,19  |
| 2019-2020*    | Dallas        | 61     | 61     | 33,6   | 46,3  | 31,6   | 75,8 | 9,39    | 8,82    | 1,00   | 0,23   | 28,84  |
| 2020-2021**   | Dallas        | 66     | 66     | 34,3   | 47,9  | 35,0   | 73,0 | 7,98    | 8,59    | 0,97   | 0,54   | 27,73  |
| 2021-2022     | Dallas        | 65     | 65     | 35,4   | 45,7  | 35,3   | 74,4 | 9,12    | 8,74    | 1,15   | 0,55   | 28,42  |
| 2022-2023     | Dallas        | 66     | 66     | 36,2   | 49,6  | 34,2   | 74,2 | 8,62    | 8,02    | 1,36   | 0,50   | 32,39  |
| 2023-2024     | Dallas        | 70     | 70     | 37,5   | 48,7  | 38,2   | 78,6 | 9,24    | 9,80    | 1,41   | 0,54   | 33,86  |
| 2024-2025     | Dallas        | 22     | 22     | 35,7   | 46,4  | 35,4   | 76,7 | 8,30    | 7,80    | 2,00   | 0,40   | 28,10  |
| 2024-2025     | L.A. Lakers   | 28     | 28     | 35,1   | 43,8  | 37,9   | 79,1 | 8,07    | 7,52    | 1,61   | 0,43   | 28,18  |
| Carrière      | Carrière      | 450    | 450    | 34,9   | 46,8  | 35,0   | 75,1 | 8,62    | 8,22    | 1,24   | 0,45   | 28,62  |
| All-Star Game | All-Star Game | 5      | 4      | 23,20  | 41,2  | 29,2   | -    | 2,60    | 5,40    | 0,20   | 0,00   | 7,00   |

Mise à jour le 23 avril 2025
Note: * Cette saison a été réduite en raison de la pandémie de Covid-19.
Note: ** Cette saison a été réduite à 72 matchs au lieu de 82 en raison de la pandémie de Covid-19.

#### Playoffs
gras = ses meilleures performances
| Saison   | Équipe      | Matchs | Titul. | Min./m | % Tir | % 3pts | % LF | Rbds/m. | Pass/m. | Int/m. | Ctr/m. | Pts/m. |
| -------- | ----------- | ------ | ------ | ------ | ----- | ------ | ---- | ------- | ------- | ------ | ------ | ------ |
| 2020     | Dallas      | 6      | 6      | 35,8   | 50,0  | 36,4   | 65,6 | 9,83    | 8,67    | 1,17   | 0,50   | 31,00  |
| 2021     | Dallas      | 7      | 7      | 40,1   | 49,0  | 40,8   | 52,9 | 7,86    | 10,29   | 1,29   | 0,43   | 35,71  |
| 2022     | Dallas      | 15     | 15     | 36,8   | 45,5  | 34,5   | 77,0 | 9,80    | 6,40    | 1,80   | 0,60   | 31,66  |
| 2024     | Dallas      | 22     | 22     | 40,9   | 44,6  | 32,2   | 76,5 | 9,50    | 8,10    | 1,90   | 0,40   | 28,90  |
| 2025     | L.A. Lakers | 5      | 5      | 41,6   | 45,2  | 34,8   | 89,1 | 7,00    | 5,80    | 1,00   | 0,60   | 30,20  |
| Carrière | Carrière    | 55     | 55     | 39,2   | 46,1  | 34,7   | 73,7 | 9,20    | 7,80    | 1,60   | 0,50   | 30,90  |

Mise à jour le 2 mai 2025

## Records NBA

### Records sur une rencontre
Les records personnels de Luka Dončić en NBA sont les suivants, :
| Record de la franchise |

| Type de statistique        | Saison régulière | Saison régulière                  | Saison régulière | Playoffs | Playoffs                  | Playoffs     |
| Type de statistique        | Record           | Adversaire                        | Date             | Record   | Adversaire                | Date         |
| -------------------------- | ---------------- | --------------------------------- | ---------------- | -------- | ------------------------- | ------------ |
| Points                     | 73               | Hawks d'Atlanta                   | 26 janvier 2024  | 46       | @ Clippers de Los Angeles | 6 juin 2021  |
| Paniers marqués            | 25               | Hawks d'Atlanta                   | 26 janvier 2024  | 18       | Clippers de Los Angeles   | 23 août 2020 |
| Paniers tentés             | 35               | @ Pelicans de La Nouvelle-Orléans | 17 février 2022  | 37       | @ Clippers de Los Angeles | 2 juin 2021  |
| Paniers à 3 points réussis | 9                | Nets de Brooklyn                  | 27 octobre 2023  | 7        | Clippers de Los Angeles   | 28 mai 2021  |
| Paniers à 3 points tentés  | 16               | 3 fois                            | 3 fois           | 13       | 3 fois                    | 3 fois       |
| Lancers francs réussis     | 18               | @ Suns de Phoenix                 | 2 août 2020      | 14       | 2 fois                    | 2 fois       |
| Lancers francs tentés      | 22               | Knicks de New York                | 27 décembre 2022 | 17       | Warriors de Golden State  | 22 mai 2022  |
| Rebonds offensifs          | 6                | Bulls de Chicago                  | 17 janvier 2021  | 3        | Suns de Phoenix           | 6 mai 2022   |
| Rebonds défensifs          | 17               | @ Nets de Brooklyn                | 6 février 2024   | 16       | Clippers de Los Angeles   | 23 août 2020 |
| Rebonds totaux             | 21               | @ Knicks de New York              | 27 décembre 2022 | 17       | Clippers de Los Angeles   | 23 août 2020 |
| Passes décisives           | 20               | Wizards de Washington             | 1er mai 2021     | 14       | 2 fois                    | 2 fois       |
| Interceptions              | 5                | @ Nuggets de Denver               | 7 janvier 2021   | 4        | 2 fois                    | 2 fois       |
| Contres                    | 4                | @ Hornets de Charlotte            | 13 janvier 2021  | 2        | 4 fois                    | 4 fois       |
| Balles perdues             | 9                | 4 fois                            | 4 fois           | 11       | @ Clippers de Los Angeles | 17 août 2020 |
| Minutes jouées             | 53               | Lakers de Los Angeles             | 12 janvier 2023  | 46       | Clippers de Los Angeles   | 23 août 2020 |

- Double-double : 267 (dont 32 en playoffs)
- Triple-double : 91 (dont 10 en playoffs)

Dernière mise à jour : 22 avril 2025

### Records personnels
- Plus jeune joueur de l'histoire de la NBA à marquer 7 paniers à trois points en un seul match[87].
- Joueur avec le plus de match en 20-5-5 d'affilée (20) depuis 1976[112].
- Plus jeune joueur à enregistrer plusieurs triple-doubles avec au moins 30 points, 10 rebonds et 15 passes (dépassant Michael Jordan en 1985-1986).[réf. nécessaire]
- Plus jeune joueur de l’histoire de la NBA à enregistrer trois triples doubles[95].
- 5e joueur de l’histoire de la NBA à atteindre une moyenne d’au moins 20 points, 5 rebonds et 5 passes décisives dans sa première saison[99].
- Doncic a battu le record de franchise des Mavericks de Dallas, de Jason Kidd (21) du plus grand nombre de triple-doubles avec 22 en seulement 122 matchs de la NBA[117].
- 4e joueur de l'histoire de la NBA à enregistrer un triple-double avec au moins 30 points, 10 rebonds et 20 passes décisives.
- 1er joueur de l'histoire de la NBA à enregistrer un triple-double avec au moins 60 points, 20 rebonds et 10 passes décisives.

## Salaires
Les gains de Luka Dončić en NBA sont les suivants :
| Saison      | Équipe              | Salaire      |
| ----------- | ------------------- | ------------ |
| 2018-2019   | Mavericks de Dallas | 6 560 640 $  |
| 2019-2020   | Mavericks de Dallas | 7 683 360 $  |
| 2020-2021   | Mavericks de Dallas | 8 049 360 $  |
| 2021-2022   | Mavericks de Dallas | 10 174 391 $ |
| Total Gains | Total Gains         | 32 467 751 $ |
| 2022-2023   | Mavericks de Dallas | 35 700 000 $ |
| 2023-2024   | Mavericks de Dallas | 38 556 000 $ |
| 2024-2025   | Mavericks de Dallas | 41 412 000 $ |
| 2025-2026   | Mavericks de Dallas | 44 268 000 $ |
| 2026-2027   | Mavericks de Dallas | 47 124 000 $ |

## Vie personnelle
Dončić parle quatre langues : slovène, serbe, anglais et espagnol. Il a appris l’espagnol après avoir rejoint le Real Madrid.
En 2017, alors qu’il jouait au Real Madrid, Dončić a signé un contrat de deux ans avec Nike. En décembre 2019, il a été annoncé que Dončić avait signé un accord sur plusieurs années avec Air Jordan.
En 2020 il est en couple depuis quatre ans avec la mannequin slovène Anamaria Goltes.
Le 1 décembre 2023, il annonce la naissance de sa fille prénommée Gabriela sur les réseaux sociaux.